# ژاک ویتا
ژاک ویتا (فرانسوی: Jacques Witta‎؛ زادهٔ ۲۲ آوریل ۱۹۳۴) تدوین‌گر اهل فرانسه است.
از فیلم‌ها یا مجموعه‌های تلویزیونی که وی در آن‌ها نقش داشته‌است، می‌توان به کاترین و شرکا، زمستان ۵۴، ابه پیر، زندگی دوگانه ورونیکا، سه رنگ: آبی، سه رنگ: قرمز و گل‌های هریسون اشاره نمود.